# Shane Bieber
Shane Robert Bieber (Orange, 31 maggio 1995) è un giocatore di baseball statunitense, lanciatore partente per i Cleveland Guardians della Major League Baseball.

## Carriera

### Inizi e Minor League (MiLB)

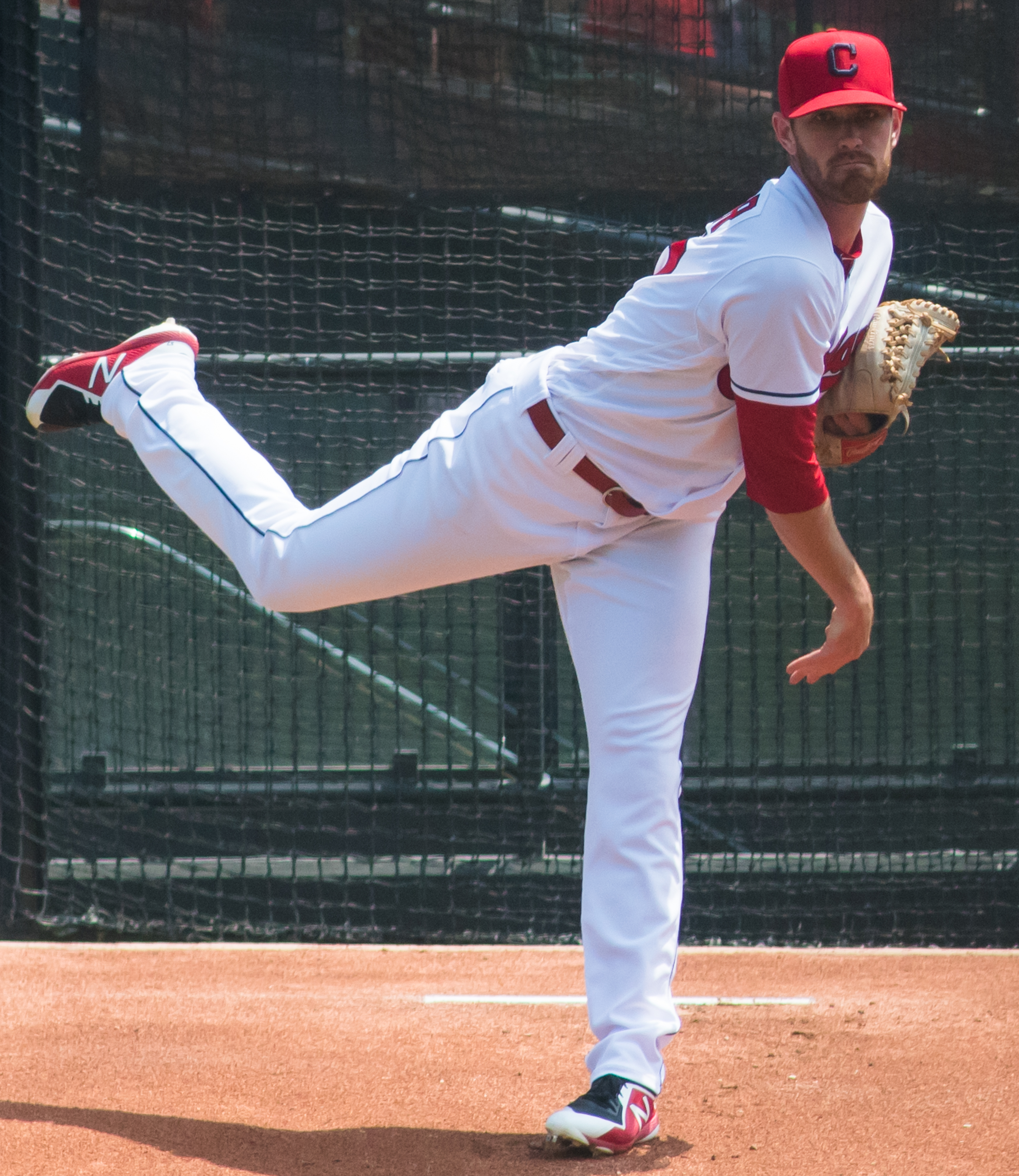
Bieber con gli Indians nel 2018

Nato a Orange nell'omonima contea californiana, Bieber si diplomò alla Laguna Hills High School di Laguna Hills e si iscrisse all'Università della California di Santa Barbara.
Venne selezionato nel 4º turno del draft MLB 2016 dai Cleveland Indians, che lo assegnarono nella classe A-breve. Nel 2017 militò nella classe A, nella classe A-avanzata e nella Doppia-A. Iniziò la stagione 2018 nella Tripla-A.

### Major League (MLB)
Bieber debuttò nella MLB il 31 maggio 2018, al Target Field di Minneapolis contro i Minnesota Twins. Schierato come lanciatore partente lanciò per 5.2 inning, eliminando sei battitori per strikeout ma concedendo otto valide, tra cui due fuoricampo, una base su ball e quattro punti. Il 17 giugno nella sua seconda partita di MLB, ottenne la sua prima vittoria sempre contro i Twins. Il 27 giugno contro i Cardinals, Bieber partecipò ai suoi primi tre turni di battuta, nel primo e nel terzo venne eliminato per strikeout mentre nel secondo turno colpì la sua prima valida, un doppio. Concluse la stagione con 20 partite disputate nella MLB e 13 nella minor league, di cui 5 nella Doppia-A e 8 nella Tripla-A.
Nel 2019 venne convocato per il suo primo All-Star Game, venendo in seguito nominato MVP dell'evento. Giocò esclusivamente nella MLB, concludendo la stagione con 33 presenze, tutte da partente.
Nella stagione successiva, ristretta a causa della pandemia di Covid-19, vince 8 partite su 12 partenze, e conclude la Regular Season con una Media ERA di 1.63 e totalizza 122 Strikeout. Tali numeri gli permettono di vincere la Tripla Corona per i lanciatori della National League, trofeo che non veniva assegnato dal 2011, quando fu vinto da Justin Verlander.
Il 14 luglio 2021, si infortunò alla spalla destra. Tornò in campo con gli Indians il 24 settembre, disputando due partite prima della fine della stagione, conclusa con 96.2 inning disputati in 16 partite.

## Palmares
- MVP dell'All-Star Game: 2

2019, 2021
- MLB All-Star: 1

2019
- Tripla Corona: 1

2020
- Cy Young Award: 1

2020
- Capoclassifica in vittorie: 1

AL: 2020
- Capoclassifica in media PGL: 1

AL: 2020
- Capoclassifica in strikeout: 1

AL: 2020
- Lanciatore del mese: 1

AL: agosto 2020
- Guanto d'oro: 1

AL: 2022